# PubChem
PubChem là một cơ sở dữ liệu về các phân tử hóa học và các hoạt động của chúng chống lại các thử nghiệm sinh học. Hệ thống này được duy trì bởi Trung tâm Thông tin Công nghệ sinh học Quốc gia (NCBI), một thành phần của Thư viện Y khoa Quốc gia, là một phần của Viện Y tế Quốc gia Hoa Kỳ (NIH). PubChem có thể được truy cập miễn phí thông qua giao diện người dùng web. Hàng triệu cấu trúc ghép và bộ dữ liệu mô tả có thể được tải xuống miễn phí qua FTP. PubChem chứa các mô tả chất và các phân tử nhỏ có ít hơn 1000 nguyên tử và 1000 liên kết. Hơn 80 nhà cung cấp cơ sở dữ liệu đóng góp cho cơ sở dữ liệu PubChem đang phát triển.

## Cơ sở dữ liệu
PubChem bao gồm ba cơ sở dữ liệu chính đang phát triển linh hoạt. Kể từ ngày 1 tháng 11 năm 2017:
- Hợp chất, 93,9 triệu mục [2] (tăng từ 54 triệu mục trong tháng 9 năm 2014), chứa các hợp chất hóa học tinh khiết và đặc trưng.[3]
- Các chất, 236 triệu mục[4] (tăng từ 163 triệu mục trong tháng 9 năm 2014[5]), cũng chứa các hỗn hợp, chất chiết xuất, phức và các chất không bị biến đổi.
- BioAssay, hoạt động sinh học kết quả từ 1,25 triệu[6] (tăng từ 6000 tháng 9 năm 2014[7]) sàng lọc thông lượng cao các chương trình có vài triệu giá trị.